# Rudnea-Bîstra, Olevsk
Rudnea-Bîstra (în ucraineană Рудня-Бистра) este localitatea de reședință a comunei Rudnea-Bîstra din raionul Olevsk, regiunea Jîtomîr, Ucraina.

## Demografie
Componența lingvistică a localității Rudnea-Bîstra
     Ucraineană (99,43%)
     Alte limbi (0,29%)
Conform recensământului din 2001, majoritatea populației localității Rudnea-Bîstra era vorbitoare de ucraineană (99,43%), existând în minoritate și vorbitori de alte limbi.